# Rejon iszymbajski
Rejon iszymbajski (ros. Ишимбайский район) - jeden z 54 rejonów w Baszkirii. Stolicą regionu jest Iszymbaj.
100% populacji stanowi ludność wiejska, ponieważ w regionie nie ma żadnego miasta.